# Gorgonia
Gorgonia – imię żeńskie pochodzenia greckiego, żeński odpowiednik imienia Gorgoniusz, oznaczającego "straszliwy". Patronką tego imienia jest św. Gorgonia z Kapadocji, siostra św. Grzegorza z Nazjanzu.
Gorgonia imieniny obchodzi 9 grudnia.